# Matteo Morandi
Pour les articles homonymes, voir Morandi.
Matteo Morandi, né le 8 octobre 1981 à Vimercate, est un gymnaste italien.

## Palmarès

### Jeux olympiques
- Athènes 2004
  - 5e aux anneaux

- Pékin 2008
  - 6e aux anneaux

- Londres 2012
  -  médaille de bronze aux anneaux

### Championnats du monde
- Debrecen 2002
  -  médaille de bronze aux anneaux

- Anaheim 2003
  -  médaille de bronze aux anneaux

- Melbourne 2005
  -  médaille de bronze aux anneaux

- Londres 2009
  - 6e aux anneaux

- Rotterdam 2010
  -  médaille de bronze aux anneaux

### Championnats d'Europe
- Ljubljana 2004
  -  médaille de bronze aux anneaux

- Amsterdam 2007
  - 19e au concours général individuel
  - 5e aux anneaux

- Lausanne 2008
  - 8e au concours par équipes

- Milan 2009
  - 4e aux anneaux

- Birmingham 2010
  -  médaille d'or aux anneaux
  - 6e au concours par équipes

- Montpellier 2012
  -  médaille d'argent aux anneaux